# Амёба (камуфляж)

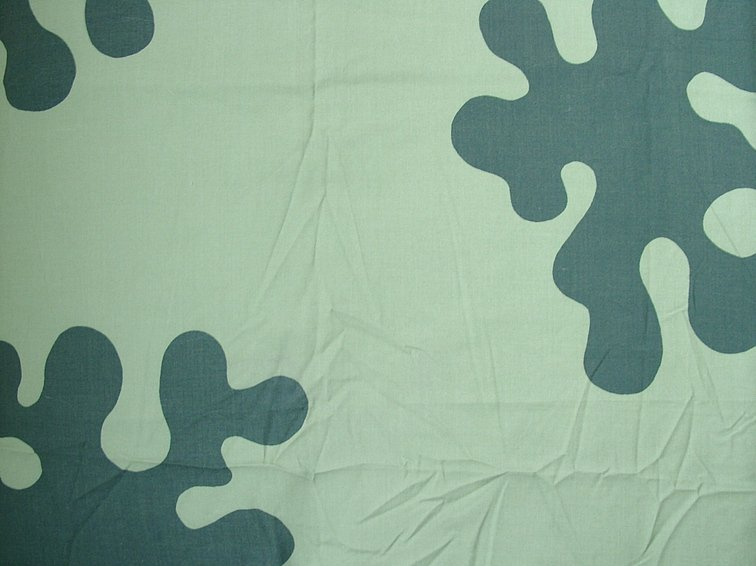
Камуфляж «Амёба»

МКК (Маскировочный камуфлированный костюм), более известен как «Амёба» — первый советский камуфлированный маскировочный костюм, принятый на вооружение РККА в 1938 году.

## История
Маскировочный костюм МКК был принят Красной армией в 1938 году и состоял на вооружении инженеров, снайперов, воздушно-десантных войск, передовых артиллерийских наблюдателей и разведывательных частей на протяжении всей Великой Отечественной войны .
МКК являл собой накидку с амебообразными пятнами, исполненную в нескольких цветовых гаммах в зависимости от сезона и окружающей местности (лето, весна-осень, пустыня и для горных районов), кроме того, значение имела и фабрика-производитель . Накидка одевалась поверх обычной формы (костюмы, состоящие из широкой рубахи и брюк, появятся только к середине войны). Следует отметить, что камуфляж «амёба» не обеспечивал слияния с окружающей средой, зато отлично «разбивал» силуэт человека .
Костюм выпускался и как в виде накидок, так и в форме цельнокроеного маскировочного комбинезона. Униформа этого образца время от времени продолжала использоваться в течение следующих нескольких десятилетий, а у резервистов и курсантов — ещё дольше. Этот камуфляж широко известен под неофициальным названием «амёба» (из-за формы рисунка), а основанный на нём камуфляжный окрас M49 (он же Russisches tarnmuster) был создан в Восточной Германии через несколько лет после войны .